# Daniel Picouly
Daniel Picouly, né le 21 octobre 1948 à Villemomble, est un écrivain français, également animateur de télévision et scénariste de bande dessinée.

## Biographie
Né en 1948 à Villemomble d'un père originaire de la Martinique et d'une mère originaire du Morvan, il est le onzième d'une famille de treize enfants. Il fait des études de comptabilité, de gestion et de droit notamment à l'université de Paris-Dauphine, puis devient professeur d'économie à Paris.
En 1992, grâce à Daniel Pennac, il publie son premier roman intitulé La Lumière des fous. Puis Nec en 1993. 

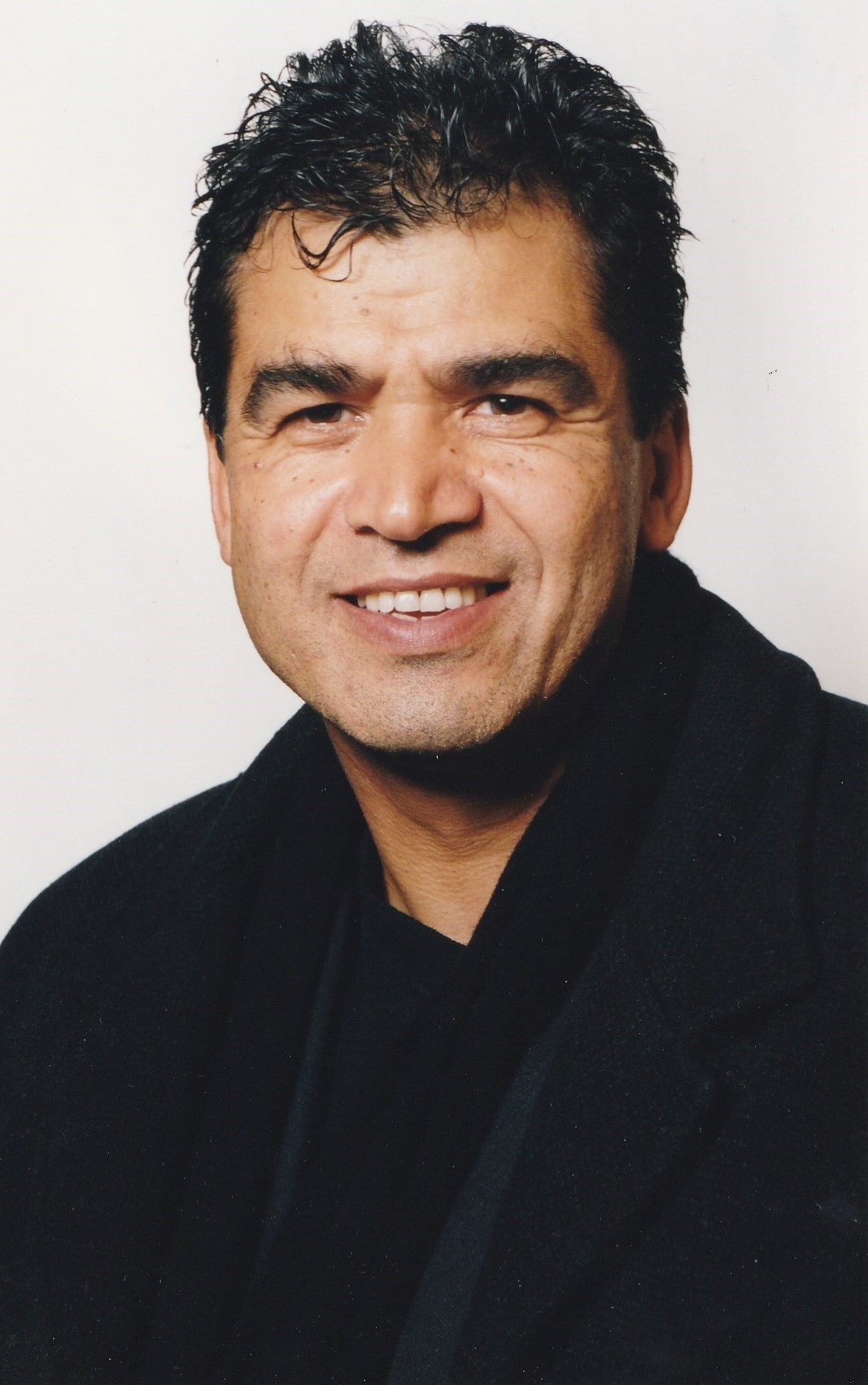
Daniel Picouly au Festival international de géographie en 2001.

Il obtient un grand succès en 1995 avec Le Champ de personne. Dans ce livre, comme dans plusieurs autres, il raconte son enfance sous une forme romanesque.
Il joue son propre rôle en 2002 dans le film Imposture.
De mai 2005 à mai 2008, il présente l'émission culturelle Café Picouly sur France 5, conçue par l'écrivain debordien Stéphane Zagdanski. De septembre 2008 à juin 2009, il présente Café littéraire sur France 2, avant de revenir sur France 5 en septembre 2009 avec son Café Picouly, en version plus étoffée jusqu'en mai 2011. Dans le cadre du remaniement de la chaîne, l'émission s'arrête en 2011.
De la rentrée 2011 jusqu'en 2014, il présente Le Monde vu par... sur France Ô, émission d'entretiens avec des personnalités politiques, et en juillet 2012 La minute OFF. Il présente Page 19 sur la même chaîne depuis 2014.
Il est président du jury francophone pour le prix du roman d'amour du Prince Maurice, les années impaires.
Il se lance dans le seul en scène à la rentrée 2012 avec La faute d'orthographe est ma langue maternelle, au théâtre Tristan Bernard. Ce récit autobiographique, articulé sur ses souvenirs de cancre, lui permet de revenir sur la genèse paradoxale de sa carrière d'écrivain, tout en évoquant avec affection ses parents et ses deux plus jeunes sœurs.
En 2014, les éditions de l'Opportun le choisissent comme parrain de la quatrième édition du concours des Timbrés de l'orthographe.

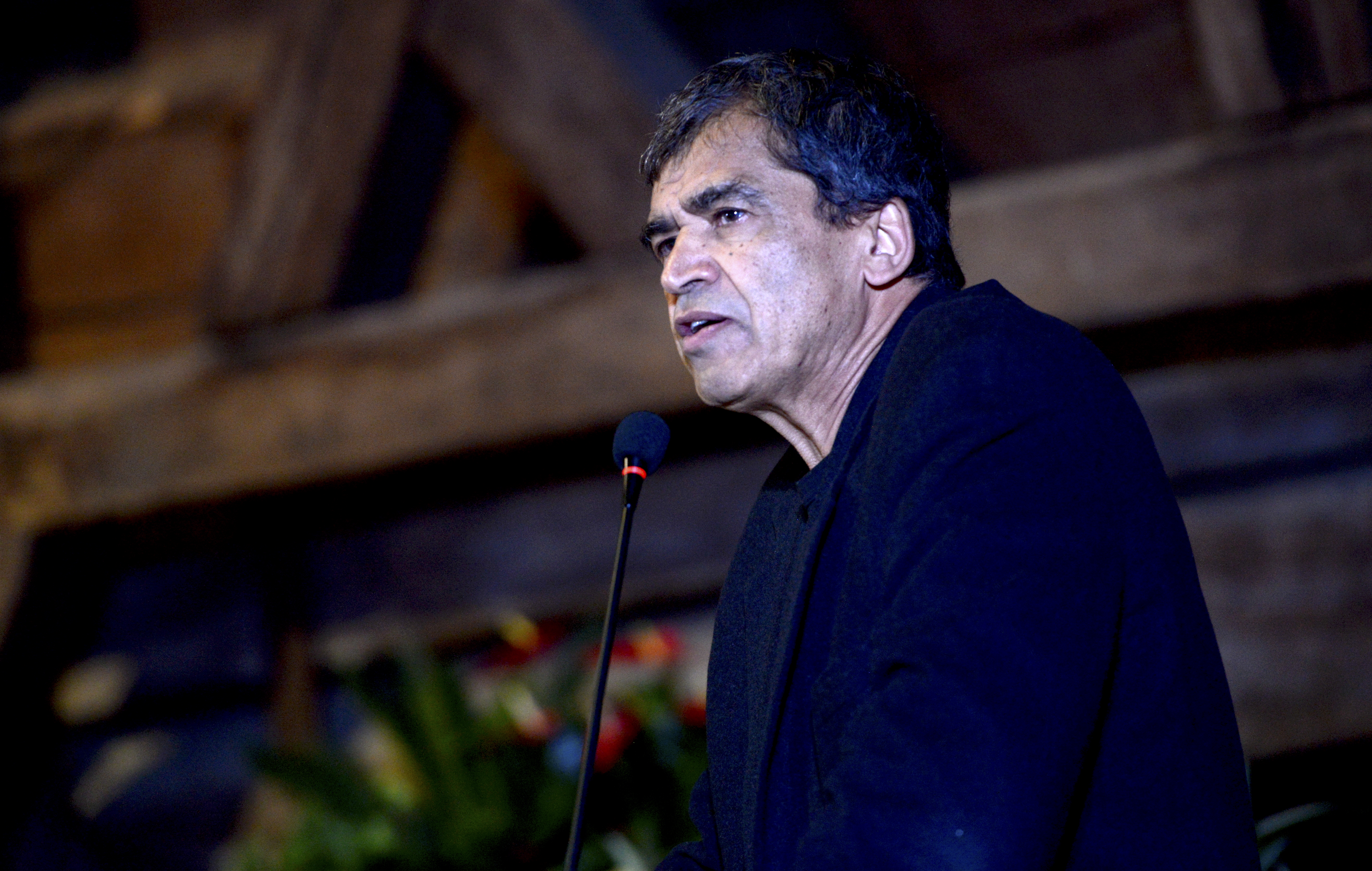
Daniel Picouly au salon Livres en Vignes le 25 septembre 2015 au Château du Clos de Vougeot.

En 2015, il est le directeur du Livre sur la Place pour la vingt-sixième édition à Nancy.
En 2015 également, il est le président d'honneur du salon Livres en Vignes, au château du Clos de Vougeot, dans le vignoble de Bourgogne.
En 2021, il rejoint l'équipe des Grosses Têtes de Laurent Ruquier.

## Œuvres

### Romans et autres
- La Lumière des fous (1991). Consacré à l'avortement.
- Nec (1993). Roman sur le meurtre d'antillais à Paris.
- Les Larmes du chef (1994), Gallimard, Série noire. Roman sur un enlèvement des Cowboys de Dallas à Orly.
- Le Champ de personne, Flammarion (1995)
- Vivement Noël !, éd. Hoebeke, (1996) (beau livre illustré, avec photographies noir et blanc)
- Fort de l'eau (1997)
- Le 13e But (1998). Chronique de la coupe du monde de football 1958
- Tête de nègre (1998) (adapté en bande dessinée en 2002 par Jürg[4],[5])
- L'Enfant léopard (1999) - Prix Renaudot 1999
- On lit trop dans ce pays ! (2000)
- Paulette et Roger (2001)
- Retour de flammes, avec José Muñoz, 2003. Bande dessinée[6].
- La Donzelle (2004)
- La Treizième Mort du chevalier (2005). Sur le chevalier de Saint-Georges.
- Le Cœur à la craie (2005)
- Lumières d’enfance (2005)
- Un beau jeudi pour tuer Kennedy (Éditions Grasset, 2006)
- 68 mon amour (03-2008). Sur mai 68.
- La Nuit de Lampedusa (2011)
- Nos histoires de France , éditions Hoëbeke, (2011) (album illustré de planches et cartes scolaires anciennes)
- Nos géographies de France , éditions Hoëbeke, (2011) (album illustré de planches et cartes scolaires anciennes)
- La faute d’orthographe est ma langue maternelle, éditions Albin Michel, (2012)
- L’École des filles, l’École des garçons, éditions Hoëbeke, (2013) - Collection Beaux Livres (album illustré de planches et cartes scolaires anciennes)
- Leçons d’observation, éditions Hoëbeke, (2014)
- Le Cri muet de l’iguane, éditions Albin Michel, (2015). Récit sur son grand-père Jean Jules Joseph, un poilu.
- La Victoire du nègre (2017). Récit du combat de boxe sur fond de racisme entre Jack Johnson et James J. Jeffries.
- Quatre-vingt-dix secondes, éditions Albin Michel, (2018). Récit romanesque de l'éruption de la montagne Pelée en 1902.

- Longtemps je me suis couché de bonheur, éditions Albin Michel, (2020)
- Les Larmes du vin, éditions Albin Michel  (2022)

### Nouvelles
- Plein air, dans C'est la rentrée ! : 16 écrivains racontent.... Paris : EJL, coll. "Librio", suppl. à Libération du 4 septembre 1997, p. 45-49.

### Littérature jeunesse
Série Hondo mène l'enquête, éd. Flammarion (romans jeunesse) :
- Cauchemar pirate (1995)
- Le Lutteur de sumo (1996)
- La Coupe du monde n'aura pas lieu ! (1998)
  - Intégrale : Hondo mène l'enquête - Trois énigmes policières (2002) (rassemble Cauchemar pirate, Le Lutteur de sumo, La Coupe du monde n'aura pas lieu)

Série Lulu Vroumette, en collaboration avec l'illustrateur Frédéric Pillot, éd. Magnard (albums jeunesse) :
- Lulu Vroumette (2002)
- L'Arche de Lulu (2003)
- Lulu et le sapin orphelin (2004)
- Lulu et le loup bleu (2004)
- Lulu a un amoureux (2005)
- Lulu grand chef (2010)

Album
- Et si on redessinait le monde ?[8], illustré par Nathalie Novi, éditions Rue du monde, 2013 Prix Amerigo-Vespucci Jeunesse 2014.